# Nicolas Barrera
Nicolas Barrera (* 1. September 1919 in Tschernigow, Ukraine; † 11. Juni 2006 in Weil am Rhein, eigentlich Nikolai Drosd) war ein russischer Maler.

## Leben und Werk
Nicolas Barrera und seine Eltern zogen 1921 nach Dnjepropetrowsk. Dort absolvierte er 1937 das Abitur und nahm im gleichen Jahr das Studium der Malerei in Leningrad auf.

### Deutschland und Spanien
1941, zu Beginn des Zweiten Weltkrieges, wurde er als Offizier eingezogen und kam in Gefangenschaft, davon ein Jahr im deutschen Konzentrationslager bei Leipzig. 1945 gelang ihm die Flucht und er erlebte das Kriegsende als Kriegs-Korrespondent bei den Amerikanern in Frankfurt (Oder), flüchtete dann vor dem Stalin-Regime und setzte sich nach Barcelona in Spanien ab. Dort nahm er die Malerei wieder auf und richtete sich ein kleines Atelier ein. Zum ersten Mal signierte er seine Bilder mit dem spanischen Pseudonym Barrera. Offizielle Papiere hatte er zu diesem Zeitpunkt nicht.

### Frankreich
1946 flüchtete er vor dem Franco-Regime nach Frankreich und wurde in ein russisches Sammellager für den Abtransport nach Sibirien eingewiesen. Barrera flüchtete erneut und fand Unterschlupf bei einem orthodoxen Popen, es erfolgten erste Arbeitsvermittlungen sowie die Vermittlung falscher französischer Papiere auf den Namen "Janot". Er begann erneut zu malen, und so entstanden die Marseiller Hafenbilder und seine klassischen Tanz- und Porträtbilder. Er besaß ein kleines Atelier im alten Hafen. 1949 richtete sich Barrera wegen vieler Aufträge (Werbung, Illustrationen) ein zusätzliches Atelier in Paris ein, das er bis 1954 behielt. Seine Paris-Bilder sind alle mit "Janot" signiert und zum großen Teil verschollen. 
1953 erfolgte die Klärung der Namensgebung durch ein Gericht. In Russland setzte man ihn auf die Suchliste, in Frankreich bekam er unbegrenzte Aufenthaltsgenehmigung und offizielle Papiere. Ab diesem Zeitpunkt signierte er seine Arbeiten endgültig mit dem Pseudonym "Barrera". Er wurde in verschiedene Kunstlexika und Museen aufgenommen, erhielt verschiedene Auszeichnungen und offizielle Aufträge für französische Institutionen. Er zog 1965 in die Camargue nach Les Saintes-Maries-de-la-Mer. Es folgten Ausstellungen in Narbonne, Marseille, Paris, Avignon, Béziers, Saint Giniez (Quartier in Marseille), Les Saintes-Maries-de-la-Mer, Marignane und Fontvieille.

### Weil am Rhein
1976 heiratete er die Künstlerin Inken, geborene Vogt aus Dresden. Er hielt sich halbjährlich jeweils in Weil am Rhein und in Les Saintes-Maries-de-la-Mer auf. 1988–90 erfolgte eine große Druckedition von Jahreskalendern im deutschsprachigen Raum. Ausstellungen in München, Düsseldorf, Hamburg, Augsburg und im Dreiländereck Basel fanden statt. Am 11. Juni 2006 starb Nicolas Barrera in Weil am Rhein und wurde auf dem Städtischen Hauptfriedhof beigesetzt. 2007 fand eine Gedächtnis-Ausstellung im "Museum am Lindenplatz" in Weil am Rhein statt.
Seine Gemälde hängen in den Museen von Narbonne, Marseille und Les Saintes-Maries-de-la-Mer. Nicolas Barrera galt in Frankreich als der Camargue Maler und war zudem einer der gefragtesten Restauratoren für Museen und Privatsammlungen.